# تشلونک
تشلونک (به چکی: Člunek) یک منطقهٔ مسکونی در جمهوری چک است که در ناحیه ییندریخوف هرادتس واقع شده‌است. تشلونک ۲۴٫۹۶ کیلومتر مربع مساحت و ۴۷۴ نفر جمعیت دارد و ۵۴۴ متر بالاتر از سطح دریا واقع شده‌است.